# Helleriella nicaraguensis
Helleriella nicaraguensis är en orkidéart som beskrevs av Alex Drum Hawkes. Helleriella nicaraguensis ingår i släktet Helleriella och familjen orkidéer. Inga underarter finns listade i Catalogue of Life.